# Diathoneura smithi
Diathoneura smithi är en tvåvingeart som beskrevs av Vilela och Bachli 1990. Diathoneura smithi ingår i släktet Diathoneura och familjen daggflugor. Inga underarter finns listade i Catalogue of Life.